# شهر بزرگ کاراکاس
شهر بزرگ کاراکاس (به اسپانیایی: Gran Caracas) یک منطقه کلان‌شهری در ونزوئلا است که در کاراکاس واقع شده‌است. شهر بزرگ کاراکاس ۵٬۲۹۷٬۰۲۶ نفر جمعیت دارد.